# Kastenhof

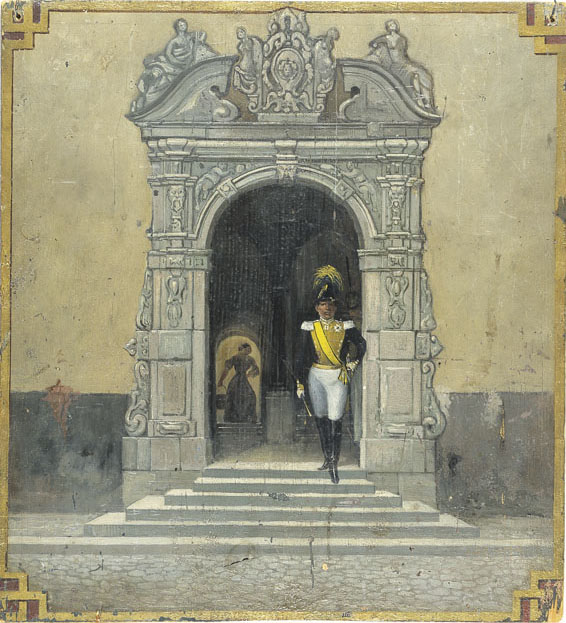
Porten till Castenhof med sekundchefen för Svea livgarde friherre Carl Lovisin. Målning av Carl Stefan Bennet 1853.

Kastenhof eller Castenhof var en byggnad som låg i kvarteret Vinstocken vid nuvarande Gustav Adolfs torg i Stockholm, och inrymde bland annat Norrmalms kämnärsrätt, arrestlokaler och ett värdshus. Huset efterträddes av Hotell Rydberg. Byggnaden existerade mellan 1645 och 1850. Värdshusnamnet levde därefter vidare i verksamheter på andra platser i staden.

## Historik

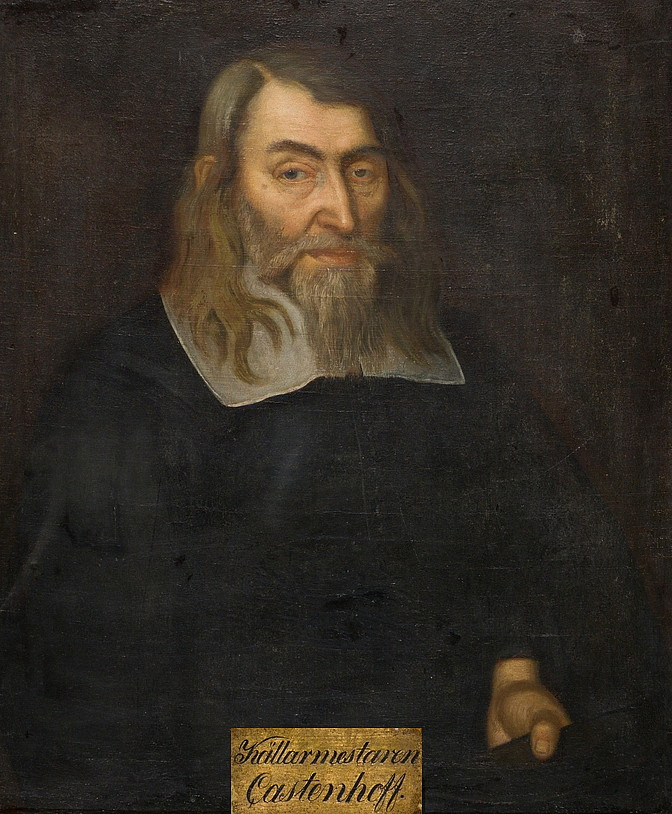
Castenhoff, källarmästare.

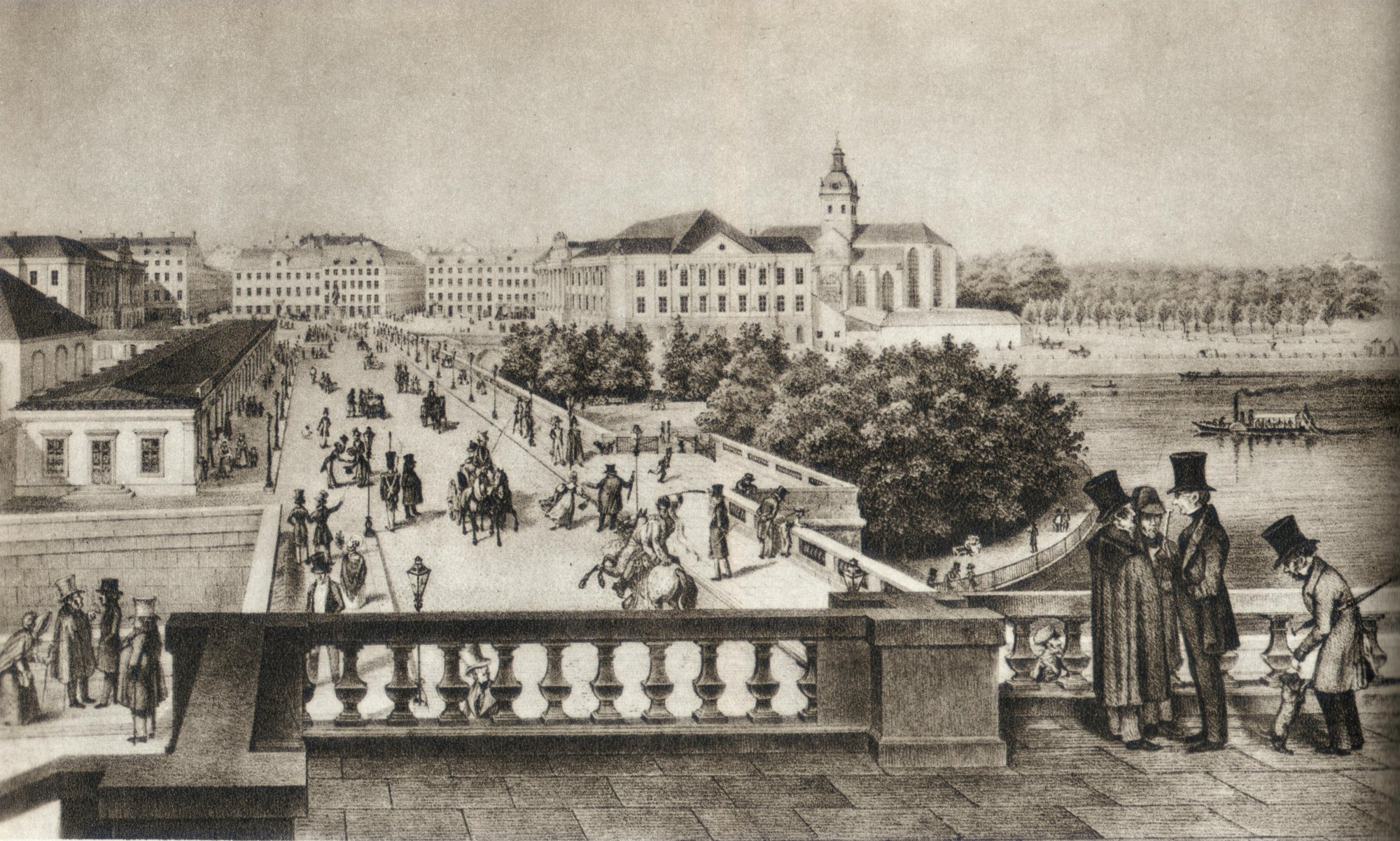
Kastenhof skymtar i Norrbrobasarens förlängning, 1841

Mellan 1602 och 1635 var Norrmalm, som då kallades Norra förstaden en egen stad med egen borgmästare och magistrat samt eget sigill, efter att ha skiljts från Gamla stan. Invånarna på den norra malmen hade redan 1588 fått löfte om att uppföra en egen rådhusbyggnad i tegel men någon sådan kom inte till stånd och eventuellt sammanträdde magistraten i en mera provisorisk anläggning. Då den unga förstadens självständighet upphörde 1635 bestämdes att en kämnärsstuga skulle upprättas på malmen för att avgöra smärre administrativa, legala och exekutiva ärenden, som sedan därifrån skulle kunna appelleras till Stockholms rådstuga.
År 1645 påbörjades bygget i det nuvarande hörnet av Gustav Adolfs torg (som då kallades Norra Malmtorget) och Malmtorgsgatan, det vill säga på platsen för Skandinaviska Bankens palats. Till byggmästare utsågs Hans Ferster som vid samma tid var verksam vid avslutandet av Sankt Jacobs kyrka samt uppförandet av det intilliggande Torstensonska palatset. Huset smyckades med ett praktfullt gavelröste med barockornament enligt tidens smak. En monumental sandstensportal med skulpturer av Johan Wendelstam vette mot torget.
Fram till 1849 inrymde huset sessionsrum för Norrmalms kämnärsrätt samt arrestlokaler. Det fungerade också som tjänstebostad åt sekundchefen (regementschefen) för Svea Livgarde. I husets källare fanns redan från början ett värdshus. Den förste innehavaren av denna kämnerskällare var vinskänken Kasten Hoff vilken kom att ge huset dess namn (även kallat Casten Hoff eller Castenhoff). Utskänkningsverksamheten dominerade verksamheten i huset omkring år 1700 och kvarteret bytte namn från kvarteret Kämnärskammaren till kvarteret Vinstocken, vilket är dess namn än i dag.
Kastenhof inköptes 1852 av Stockholms Grosshandelssocietet och på dess ställe restes Hotell Rydberg, vilket invigdes 1857.

### Källaren Kastenhofs efterföljare

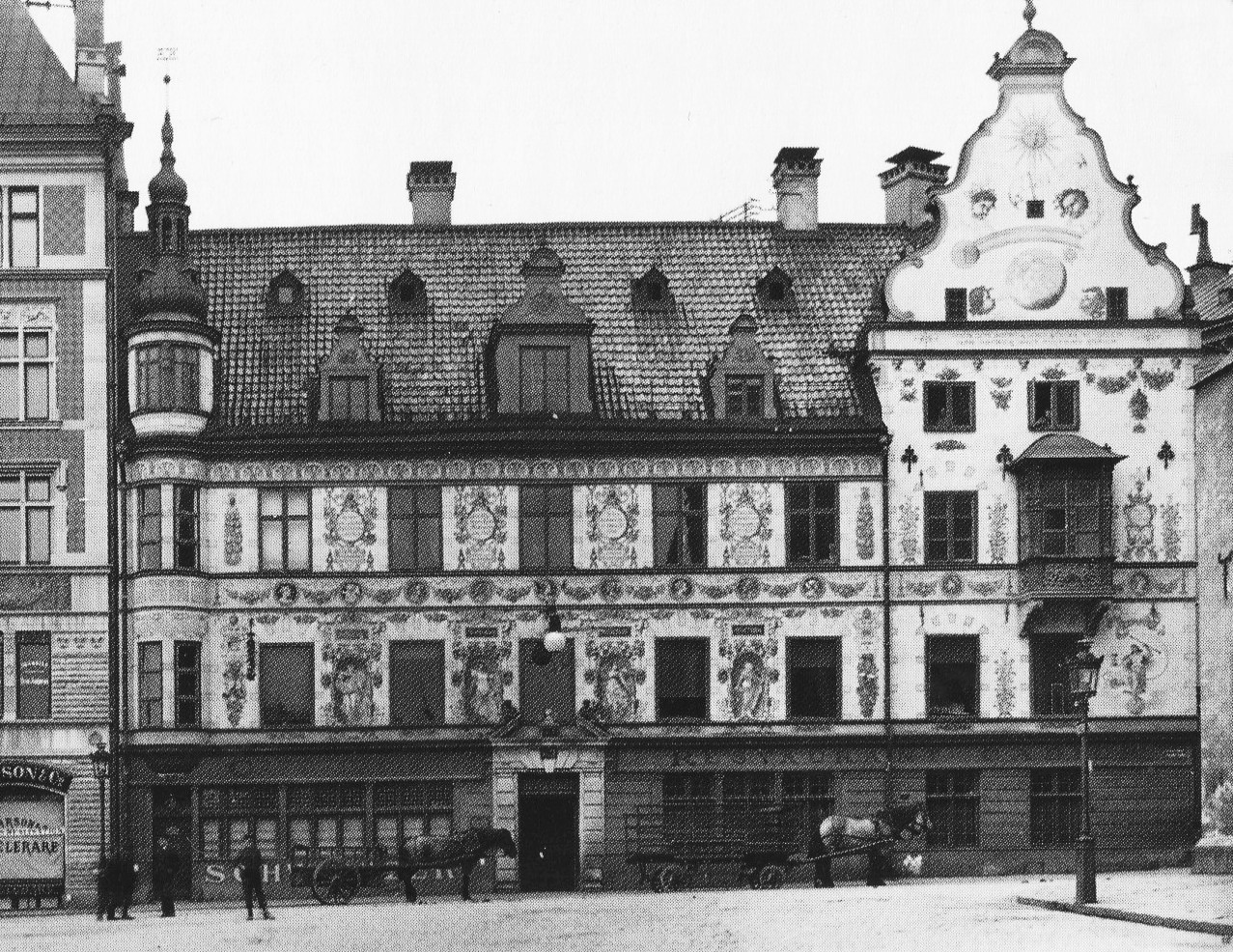
Det Wallska huset vid Jakobs torg som inrymde Kastenhofs ölstuga.

Kastenhofs källarmästare Carl Axel Söderberg, som fått maka på sig för Hotell Rydberg, tog namnet med sig och öppnade "Nya Kastenhof" i det intilliggande kvarteret på Jakobs torg 3. Det bar sig dock inte och 1859 begärdes han i konkurs. Den återöppnades året därpå av Knut August Enbom, som till en början drev verksamheten med brännvinsutkänkningsrättigheter hyrda av en vinskänkaränka. 1864 erhöll han egen rätt, men två år senare rymde han från staden och en konkurs.
Kastenhof återkom dock 1869, denna gång med lokal runt hörnet på Arsenalsgatan 6 genom C A Sieverts försorg. Den nya Kastenhofskällaren (som i folkmun kallades Lungmoset) var både billig och folklig och blev snabbt populärt bland dåtidens publicister, litteratörer och konstnärer. 1886 såldes och revs dock huset i vilken källaren var inrymd. Den nye ägaren och tidigare kyparen Gustaf Öhman flyttade då Kastenhof till Stora Badstugatan 54 och bytte snart namn till Restaurant & Café Kastenhof. Den var populär men under denna tiden närmast att betrakta som en "sylta". 1892 flyttade man under nytt ägarskap till Tegnérgatan 10 och bytte namn till Restaurant Tegnér.
På adressen Jacobstorg 3 öppnades 1889, parallellt med restaurangen på Stora Bastugatan, Kastenhofs ölstuga i källarmästare Oscar Jones regi. Det Wallska huset hade under Fredrik Liljekvists ledning genomgått en historiserade renovering med Gripsholms slott som förebild. Lokalen var inredd som Hertig Karls kammare med träinläggningar och målningar. Efter att Jones sålt ölstugan och det intilliggande grillrummet till Francisque Cadier bytte de namn till Café- respektive Restaurant Cadier. Huset revs 1892.
Namnet Kastenhof återkom 1916 i form av en restaurang i Gustaf Fränckels regi i Stockholms Enskilda Banks nybygge på Wahrendorffsgatan. Den stängdes 1948 för att istället förvandlas till personalmatsal för Enskilda Bankens anställda.